# Härolden 44

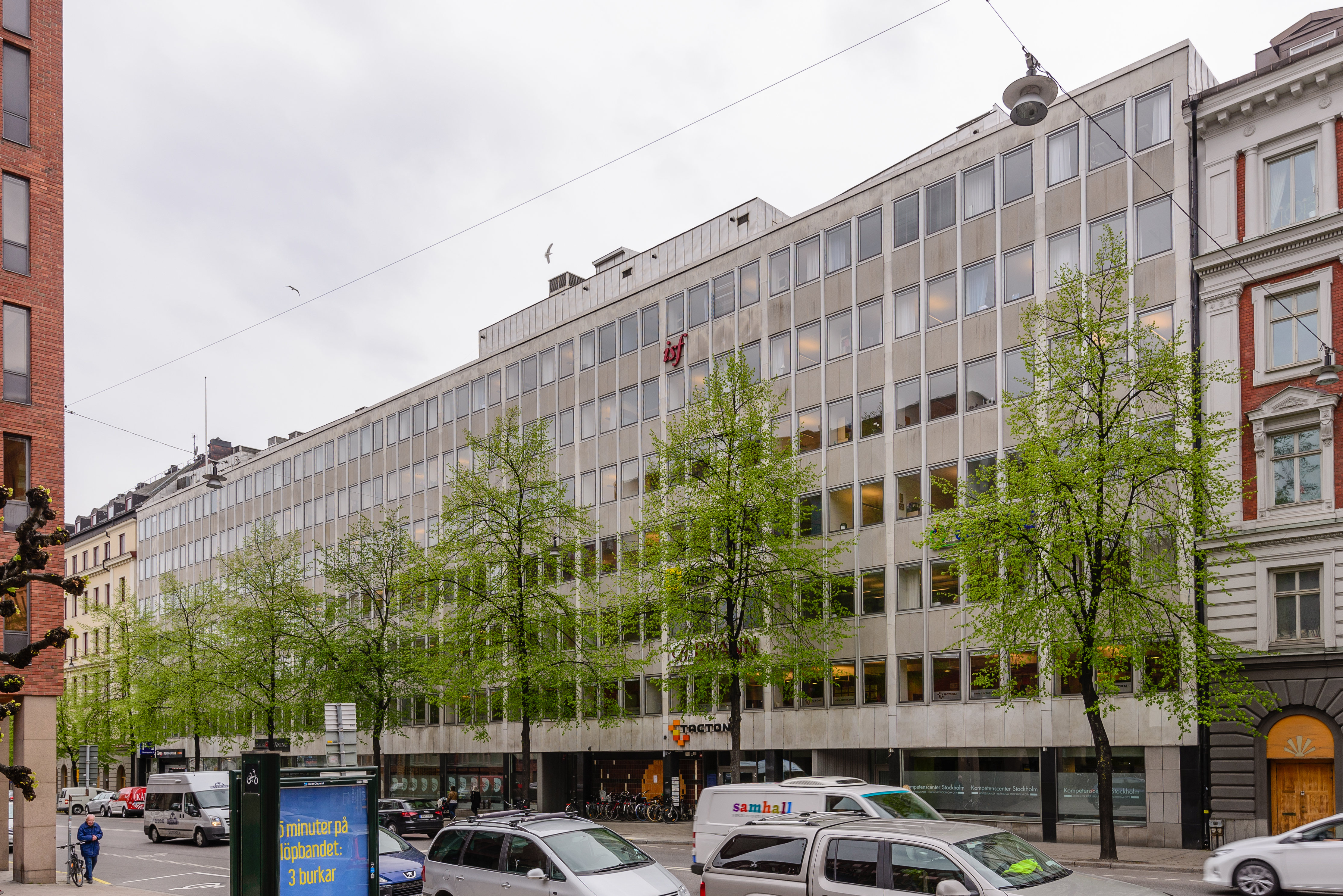
Gamla ÅF-huset före påbyggnad, maj 2015. Till vänster skymtar Tekniska nämndhusets röda tegelfasad.

Härolden 44 är en kontorsfastighet i kvarteret Härolden vid Fleminggatan 3–9 på Kungsholmen i Stockholm. Byggnaden projekterades och uppfördes mellan 1962 och 1964 efter ritningar av Bertil Karlén & Ralph Wikner Arkitektkontor. Kontorshuset blev huvudkontor för teknikkonsulten Ångpanneföreningen (ÅF), som lämnade anläggningen år 2000. Även efter att ÅF lämnat byggnaden kallas det fortfarande av allmänheten för ÅF-huset eller gamla ÅF-huset.

## Byggnadsbeskrivning

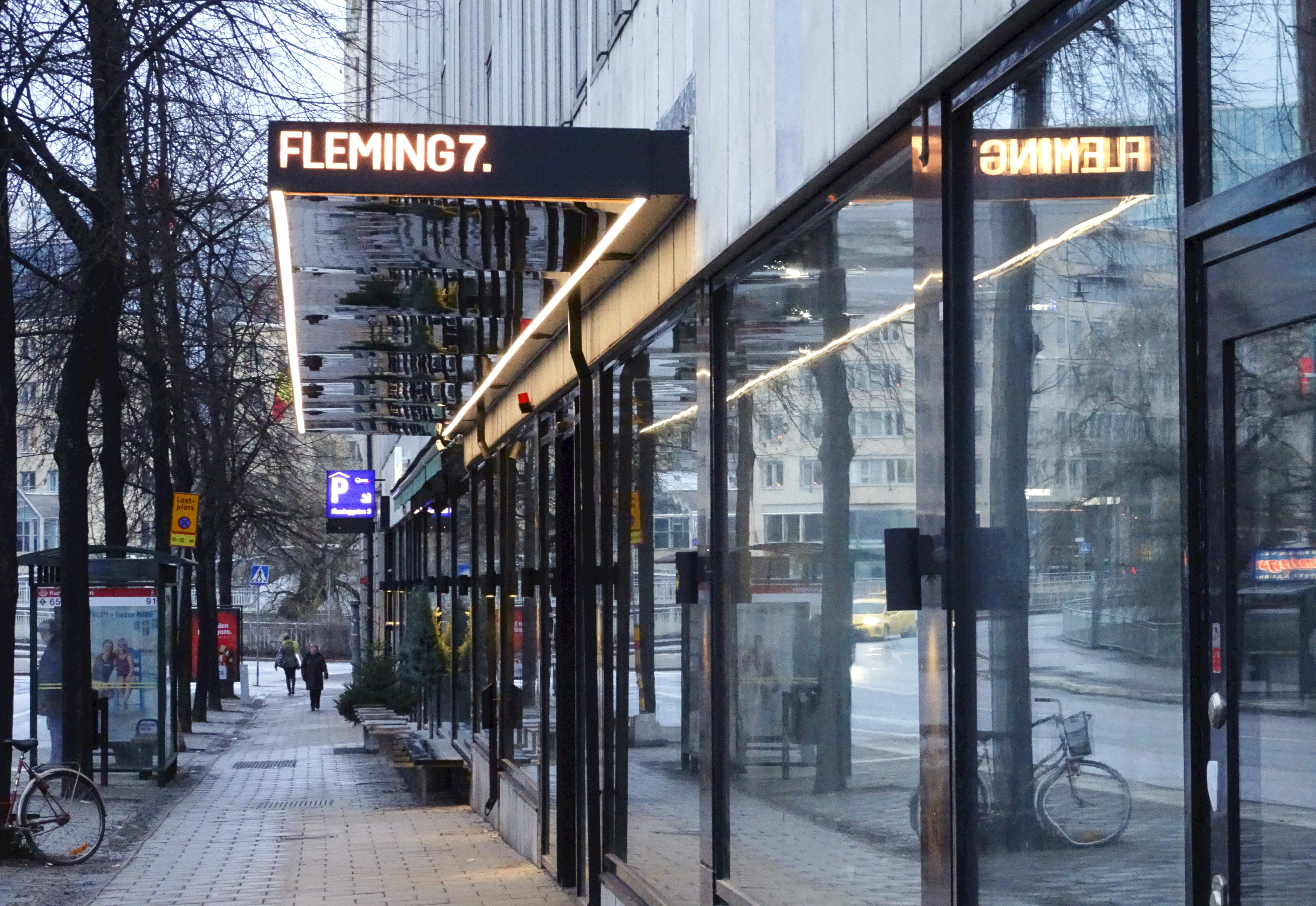
Butiksfasaden efter ombyggnaden, 2017.

ÅF-huset vid Fleminggatan är ett av flera stora kontorshus som uppfördes på Kungsholmen under 1960-talets början. Mittemot ÅF-huset märks Tekniska nämndhuset som byggdes ungefär samtidigt. På platsen fanns fyra äldre bostadsfastigheter som revs. Beställare för ÅF-huset var Mellersta och Norra Sveriges Ångpanneförening som anlitade arkitekt Bertil Karlén att rita byggnaden. Byggmästare var AB Baltzar Lindström. Resultatet blev ett monumentalt kontorshus i sju våningar och med en fasadlängd mot Fleminggatan på 74,5 meter som ger ett massivt intryck i stadsbilden. 
I källarvåningen anordnades pannrum och parkeringsgarage för bilar, bottenvåningen innehöll bland annat lokaler för butiker och en bank samt en mindre biografsalong. Våning 1–5 blev kontor med rum mot gatan och gården och konventionell mittenkorridor. Våning 6 reserverades för administration och direktion. De tekniska installationerna var av högsta kvalitet och projekterades av beställaren själv. Fasaderna kläddes med vit marmor och entrén smyckades med glaserade tegelväggar och konstverk i polykromt tegel. På 1980-talets slut utfördes en större tillbyggnad mot gården. Interiören är idag till stora delar ombyggd. 
År 2008 lämnade Ångpanneföreningen Fleminggatan och flyttade till ett nytt hus vid Frösundaleden 2. Efter Ångpanneföreningen ägdes Härolden 44 av GE Capital Real Estate. 2013 förvärvades fastigheten av fastighetsbolaget Mengus som kallar det Fleming 7. Stadsmuseet i Stockholm gulmarkerade huset 2013 i sin kulturhistorisk klassificering, vilket betyder att bebyggelsen har positiv betydelse för stadsbilden och/eller har ett visst kulturhistoriskt värde. År 2014 fastställdes en ny detaljplan för Härolden 44 som innebär att befintlig kontorsbyggnad får byggas på med ytterligare två kontorsvåningar samt att bottenvåningen görs utåtriktad med verksamhet motsvarande handelsanvändning. En om- och påbyggnad utfördes 2016–2017. Då tillkom bland annat två indragna takvåningar och den förut indragna butiksfasaden flyttades ut i gatulivet och fick ett annat utseende.

## Bilder

Gamla ÅF-huset före ombyggnaden 2015.
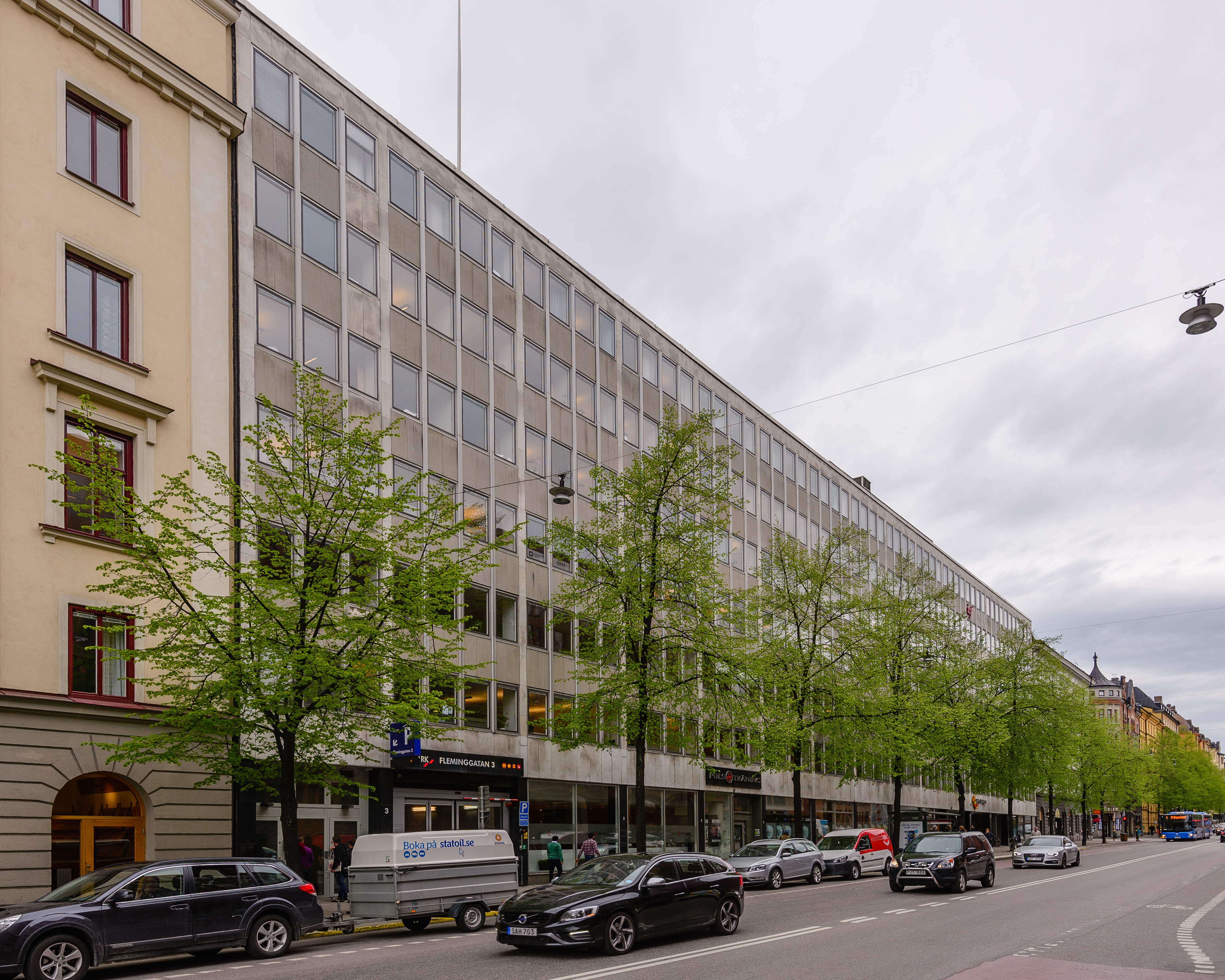
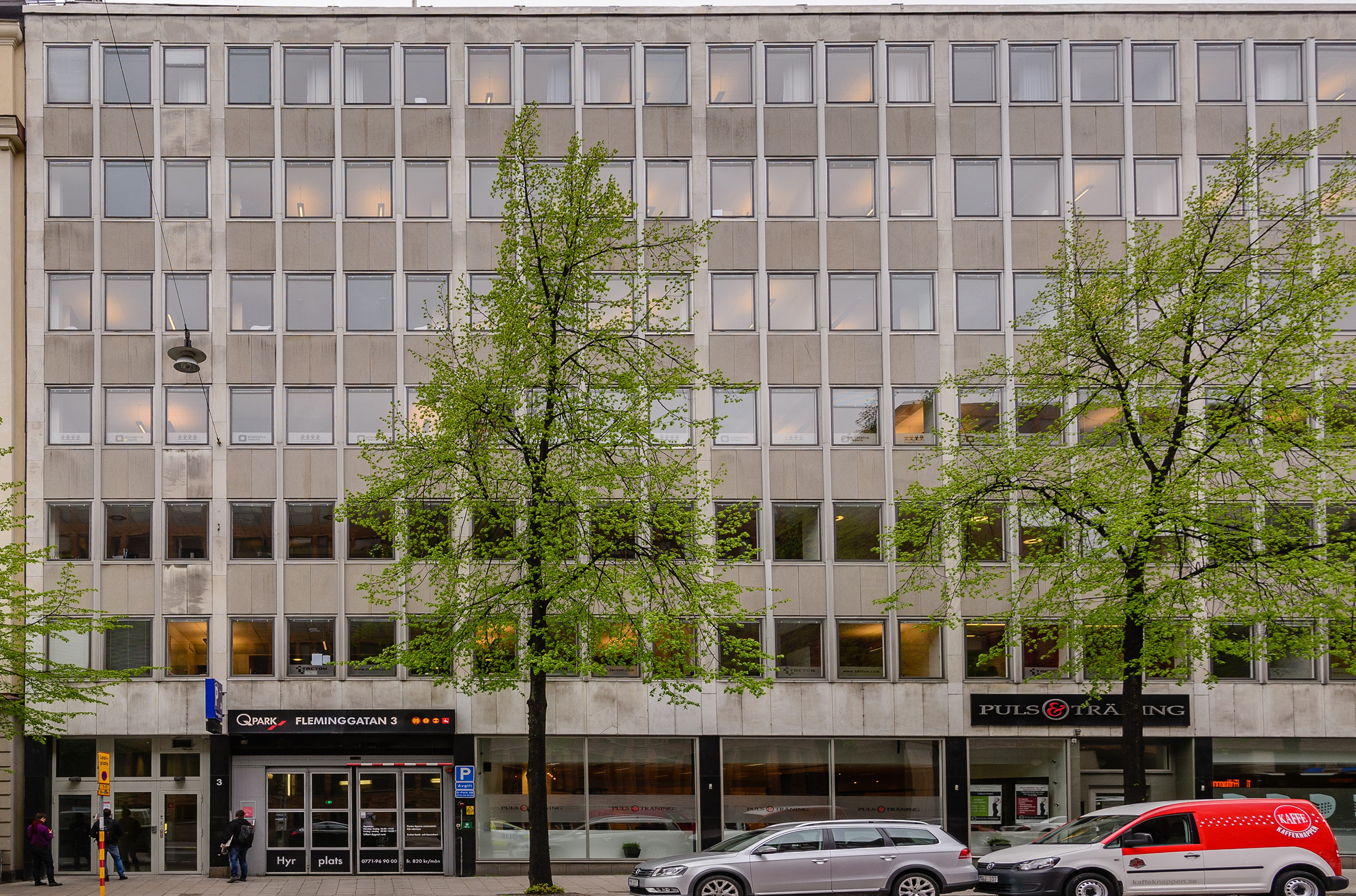
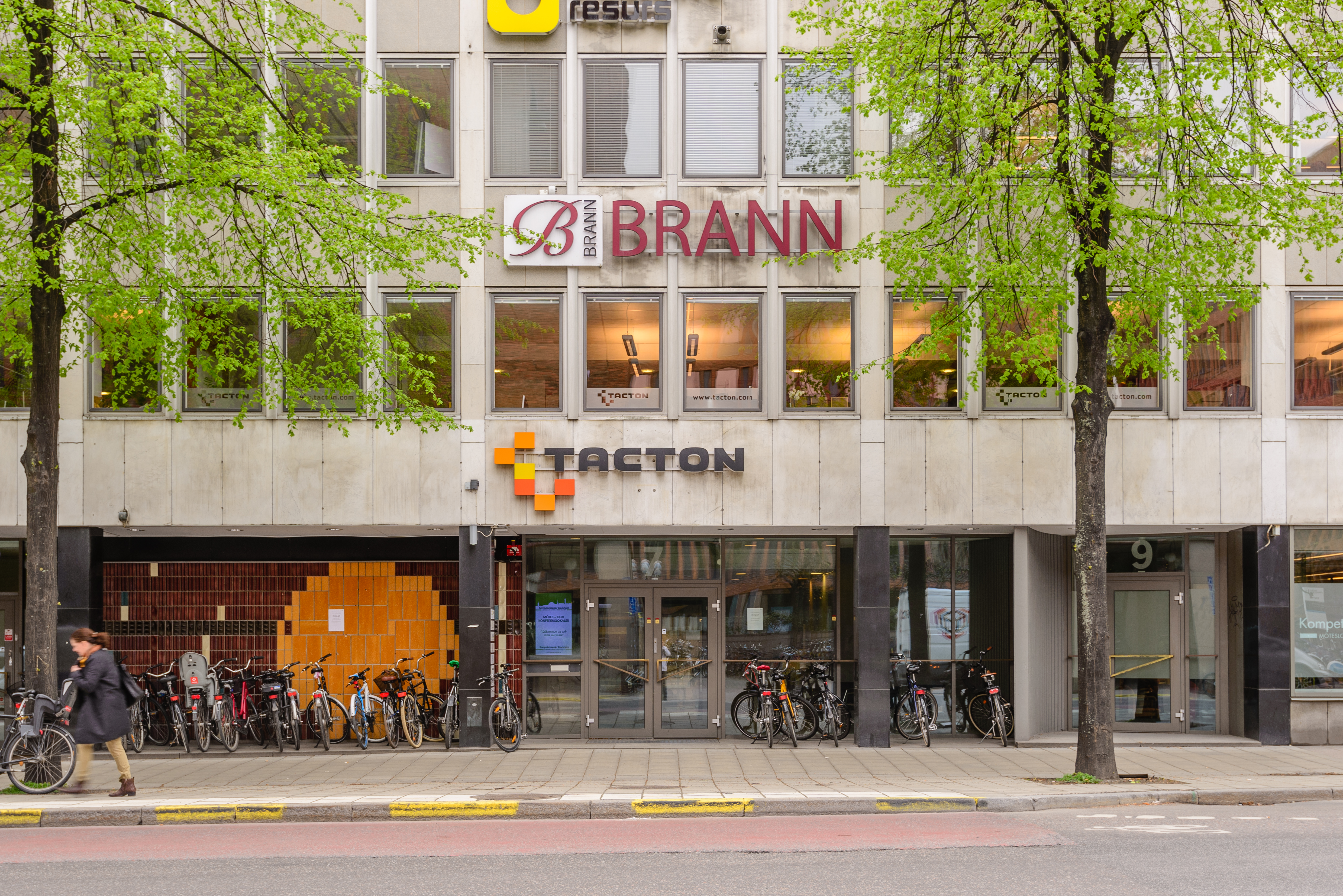
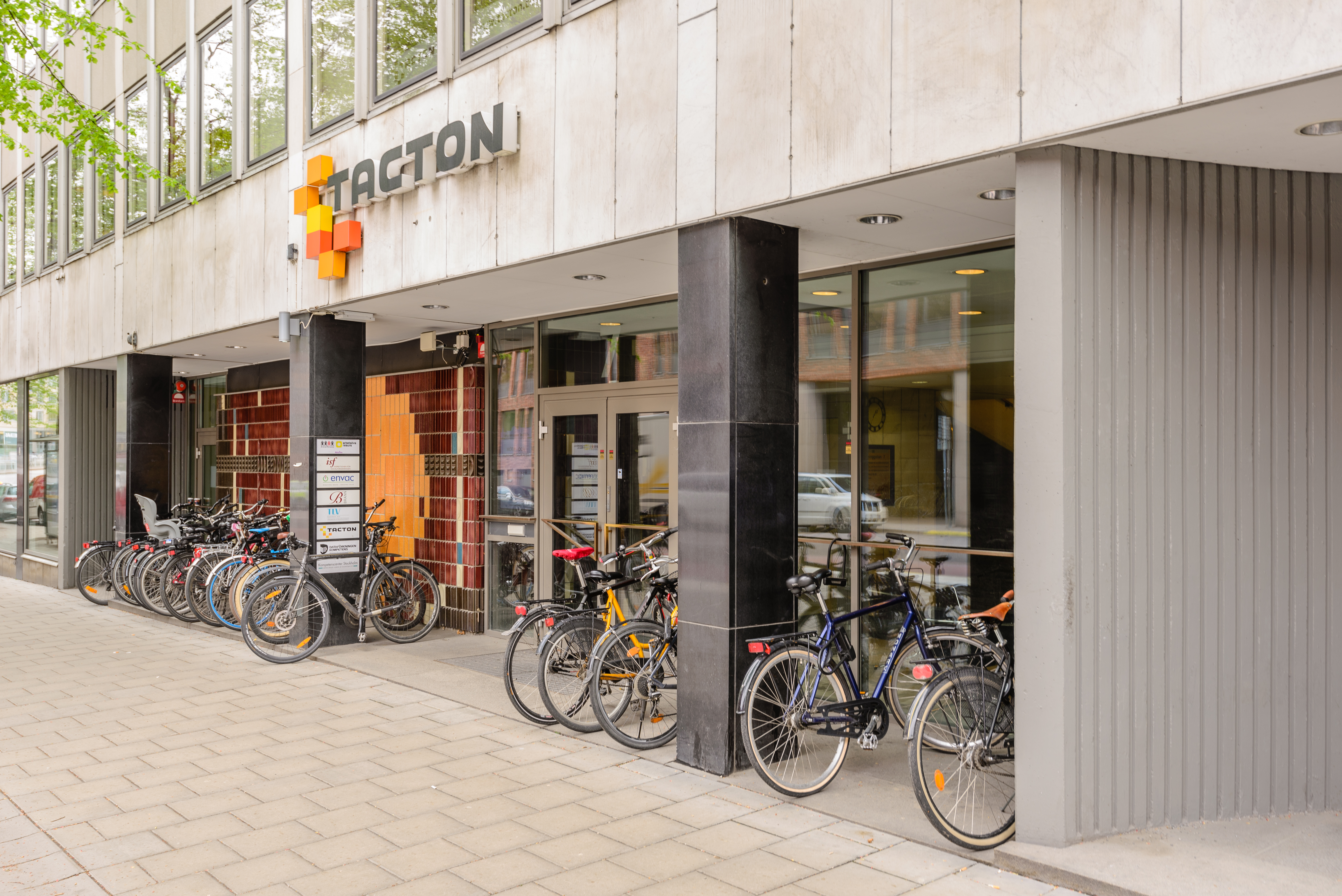